# Markus Rudolf
Markus Rudolf (* 3. August 1966 in Würzburg) ist ein deutscher Wirtschaftswissenschaftler und Finanzwissenschaftler sowie Inhaber des Lehrstuhls für Finanzwirtschaft an der WHU – Otto Beisheim School of Management. Von 2009 bis 2014 war er stellvertretender Rektor sowie von Januar 2015 bis April 2023 Rektor der WHU – Otto Beisheim School of Management.

## Biographie
Von 1986 bis 1991 absolvierte Markus Rudolf an der Universität Trier ein Studium der Betriebswirtschaftslehre und Mathematik, welches er als Diplom-Kaufmann abschloss. Während seiner Promotion forschte er für mehrere Monate an der University of California, Los Angeles und an der University of British Columbia, Vancouver. Nach dem Abschluss der Promotion an der Universität St. Gallen 1994 habilitierte Rudolf dort von 1994 bis 1999. Seit 1999 ist Markus Rudolf Ordinarius und Inhaber des Allianz Stiftungslehrstuhls für Finanzwirtschaft an der WHU – Otto Beisheim School of Management. Außerdem ist er seit 2006 Leiter des WHU Centers of Asset and Wealth Management. Nachdem er 2009 bis 2014 als Prorektor der WHU diente, wurde er im Januar 2015 zum Rektor der WHU – Otto Beisheim School of Management bestellt.
Markus Rudolf ist zudem als Gutachter für verschiedene wissenschaftliche Publikationen, wie das Journal of Economic Dynamics and Control, das Journal of Banking and Finance und das Journal of International Money and Finance, tätig. Darüber hinaus ist er Mitglied des Redaktionsausschusses der Zeitschrift „Financial Markets and Portfolio Management.“ Seit 2001 ist Rudolf akademischer Direktor des Campus for Finance, eines studentischen Kongresses der WHU – Otto Beisheim School of Management, den er in Zusammenarbeit mit dem Stiftungslehrstuhl für Finanzwirtschaft betreut. Sie besteht aus zwei jährlich ausgerichteten Veranstaltungen, der WHU New Year’s Conference und der WHU Private Equity Conference.
Seit 2011 hat er eine Position als Vorsitzender des Aufsichtsrates bei der Böker & Paul AG inne. Von Juni 2008 bis März 2016 war Rudolf Mitglied des Aufsichtsrates bei der BlackRock Asset Management Deutschland AG.
Rudolf ist unter anderem Mitglied der Schweizerischen Gesellschaft für Finanzmarktforschung (SGF), der Deutschen Gesellschaft für Finanzwirtschaft, der German Economic Association for Business Administration e.V. (GEABA), des Verbandes der Hochschullehrer für Betriebswirtschaft e.V. und des Industrieclubs Düsseldorf.

## Forschungsschwerpunkte
Der Forschungsschwerpunkt von Markus Rudolf liegt derzeit vor allem in den Bereichen Banking und Private Banking, Finanz- und Schuldenkrisen, Risiko und Asset Management, Derivatebewertung und Kryptowährungen.

## Ausgewählte Publikationen
Artikel:
- J. Arismendi, J. Back, M. Prokopczuk, R. Paschke, M. Rudolf: Seasonal Stochastic Volatility: Implications for the Pricing of Commodity Options. In: The Journal of Banking and Finance. Vol. 66, 2016, S. 53–65.
- J. Back, M. Prokopczuk, M. Rudolf: Seasonality and the Valuation of Commodity Options. In: The Journal of Banking and Finance. Vol. 37, No. 2, 2013, S. 273–290.
- M. Muck, M. Rudolf: Improving Discrete Implementation of the Hull and White Two-Factor Model. In: The Journal of Fixed Income. Vol. 14, No. 4, 2005, S. 67–75.
- M. Rudolf, H. Wolter, H. Zimmermann: A Linear Model for Tracking Error Minimization. In: The Journal of Banking and Finance. Vol. 23, No. 1, 1999, S. 85–103.

Bücher:
- M. Rudolf: Ökonomische Krisenjahre: Europas Finanzen, Wirtschaft und Währung 2007 bis 2015. WHU Publishing, Vallendar 2016.
- M. Rudolf, K. Baedorf: Private Banking. 2. Auflage. Frankfurt School Verlag, Frankfurt 2011.
- M. Frenkel, M. Rudolf: The implications of introducing an additional regulatory constraint on banks’ business activities in the form of a leverage ratio. Bundesverband Deutscher Banken, Berlin 2010.
- M. Muck, M. Rudolf: Valuation of electricity for-wards. In: F. Fabozzi, R. Fuess, D. Kaiser: Handbook of Commodity Investments. John Wiley & Sons, Hoboken, New Jersey 2008.
- M. Frenkel, M. Rudolf: From Basel II to Solvency II – Risk Management in the Insurance sector. In: E. Melnick, B. Everitt: Encyclopedia of Quantitative Risk Assessment Agreement and Instructions. John Wiley & Sons, Hoboken, New Jersey 2008.
- M. Rudolf, H. Zimmermann: An Algorithm for Inter-national Portfolio Selection und Optimal Currency Hedging. In: W. Ziemba, J. Mulvey: Worldwide Asset and Liability Modeling. Cambridge University Press, Cambridge 1998.
- M. Rudolf: Zinsstrukturmodelle. In: Studies in Contemporary Economics. Physica-Verlag, Heidelberg 2000.